# Messier 38
Messier 38 (NGC 1912) é um aglomerado estelar aberto na constelação de Auriga, descoberto pelo astrônomo italiano Giovanni Battista Hodierna antes de 1654. É um dos três aglomerados abertos listados por Charles Messier em seu catálogo de objetos do céu profundo na região da constelação de Auriga.
Situa-se a aproximadamente 4 200 anos-luz em relação à Terra e possui uma magnitude aparente de 7,4.

## Descoberta e visualização
É o terceiro de três aglomerados abertos na região sul da constelação de Cocheiro incluídos pelo astrônomo francês Charles Messier em seu catálogo, em 25 de setembro de 1764. Messier 38 e os outros dois aglomerados abertos foram descobertos por Giovanni Battista Hodierna antes de 1654. Mais tarde, em 1749, Guillaume Le Gentil redescobriu independentemente os aglomerados Messier 36 e M38, não visualizando Messier 37, que está na mesma região da esfera celeste.

## Características

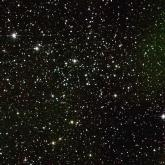
Messier 38, projeto 2MASS

Suas estrelas mais brilhantes formam um padrão semelhante a um pi grego, ou a uma cruz oblíqua. Distanciando-se radialmente da Terra em 4 200 anos-luz (ou 2 750 anos-luz, segundo Kenneth Glyn Jones), seu diâmetro aparente de 20 minutos de grau corresponde a uma extensão linear de 25 anos-luz, praticamente igual ao seu companheiro aparente M37.
Sua estrela mais brilhante é uma gigante amarela, de classe espectral G0, com uma magnitude aparente de 7,9. É classificado como um aglomerado aberto tipo II,2,r, segundo a classificação de aglomerados abertos de Robert Julius Trumpler, onde a classe I refere-se aos aglomerados mais densos e a classe IV aos menos densos; a classe 1 aos aglomerados com pouca diferença de brilho entre seus componentes e a classe 3 aos que tem grande diferença de brilho; e a classe p aos aglomerados pobres em estrelas, m para aglomerados com a quantidade de estrelas dentro da média e r para os ricos em estrelas.